# Jackson County (Alabama)
Das Jackson County ist ein County im Bundesstaat Alabama der Vereinigten Staaten. Der Verwaltungssitz (County Seat) ist Scottsboro. Das County gehört zu den Dry Countys, was bedeutet, dass der Verkauf von Alkohol eingeschränkt oder verboten ist.

## Geographie
Das County liegt im äußersten Nordosten von Alabama, grenzt im Norden an Tennessee, im Osten an Georgia und hat eine Fläche von 2918 Quadratkilometern, wovon 124 Quadratkilometer Wasserfläche sind. Es grenzt im Uhrzeigersinn an folgende Countys: DeKalb County, Marshall County und Madison County.

## Geschichte
Jackson County wurde am 13. Dezember 1819 auf Beschluss der Gesetzesversammlung des Alabama-Territoriums gebildet. Das Land war zuvor von den Cherokee an die Vereinigten Staaten abgetreten worden. Benannt wurde es nach General Andrew Jackson, dem siebten Präsidenten Amerikas und Begründer der Jacksonian Democracy. Jackson weilte gerade am Tagungsort in Huntsville als das County von den Gesetzgebern gegründet wurde. Das Original-County verlor 1821 die Hälfte seiner Fläche, als das Decatur County abgetrennt wurde.
Die ersten weißen Siedler im County kamen zum größten Teil aus South Carolina, Tennessee und Georgia. Frühe Ortsgründungen geschahen in Sauta Cave, Paint Rock, Bellefonte, Bridgeport, Stevenson und Scottsboro. Während des Sezessionskriegs war das County mehrfach Schauplatz von Gefechten zwischen Unionstruppen und der Konföderierten Armee. So setzte das Unionsheer das Courthouse und mehrere andere Gebäude in Bellefonte in Brand. In und um Bridgeport sowie Scottsboro kam es zu mehreren kleineren Gefechten zwischen Nord- und Südstaaten. Ab 1931 fanden im County die Prozesse gegen die Scottsboro Boys statt, die wegen der Vergewaltigung von zwei weißen Frauen während einer Zugfahrt angeklagt waren. Obwohl die Beweise sie entlasteten und einer der Ankläger seine Beschuldigung zurückzog, wurden die neun angeklagten Afroamerikaner von einer nur mit Weißen besetzten Jury schuldig gesprochen. Dieses bekannte Beispiel für die Jim-Crow-Gesetze des Südens wurde zu einer der Inspirationsquellen von Harper Lee für ihr Werk Wer die Nachtigall stört.

## Demographische Daten
Nach der Volkszählung im Jahr 2000 lebten im Jackson County 53.926 Menschen. Davon wohnten 579 Personen in Sammelunterkünften, die anderen Einwohner lebten in 21.615 Haushalten und 15.822 Familien. Die Bevölkerungsdichte betrug 19 Einwohner pro Quadratkilometer. Ethnisch betrachtet setzte sich die Bevölkerung zusammen aus 91,89 Prozent Weißen, 3,74 Prozent Afroamerikanern, 1,75 Prozent amerikanischen Ureinwohnern, 0,23 Prozent Asiaten, 0,02 Prozent Bewohnern aus dem pazifischen Inselraum und 0,36 Prozent aus anderen ethnischen Gruppen; 2,00 Prozent stammten von zwei oder mehr Ethnien ab. 1,13 Prozent der Bevölkerung waren spanischer oder lateinamerikanischer Abstammung.
Von den 21.615 Haushalten hatten 31,5 Prozent Kinder und Jugendliche unter 18 Jahren, die bei ihnen lebten. In 59,0 Prozent lebten verheiratete, zusammen lebende Paare, 10,5 Prozent waren allein erziehende Mütter, 26,8 Prozent waren keine Familien, 24,3 Prozent aller Haushalte waren Singlehaushalte und in 10,5 Prozent lebten Menschen im Alter von 65 Jahren oder darüber. Die Durchschnittshaushaltsgröße betrug 2,47 und die durchschnittliche Familiengröße betrug 2,92 Personen.
24,2 Prozent der Bevölkerung waren unter 18 Jahre alt, 8,3 Prozent zwischen 18 und 24, 28,7 Prozent zwischen 25 und 44, 25,4 Prozent zwischen 45 und 64 und 13,4 Prozent waren 65 Jahre oder älter. Das Durchschnittsalter betrug 38 Jahre. Auf 100 weibliche Personen kamen 95,1 männliche Personen und auf Frauen im Alter von 18 Jahren und darüber kamen 92 Männer.
Das jährliche Durchschnittseinkommen eines Haushalts betrug 32.020 USD, das Durchschnittseinkommen einer Familie 38.082 USD. Männer hatten ein Durchschnittseinkommen von 29.777 USD, Frauen 20.990 USD. Das Prokopfeinkommen betrug 16.000 USD. 10,3 Prozent der Familien und 13,7 Prozent der Einwohner lebten unterhalb der Armutsgrenze.

## Kultur und Sehenswürdigkeiten

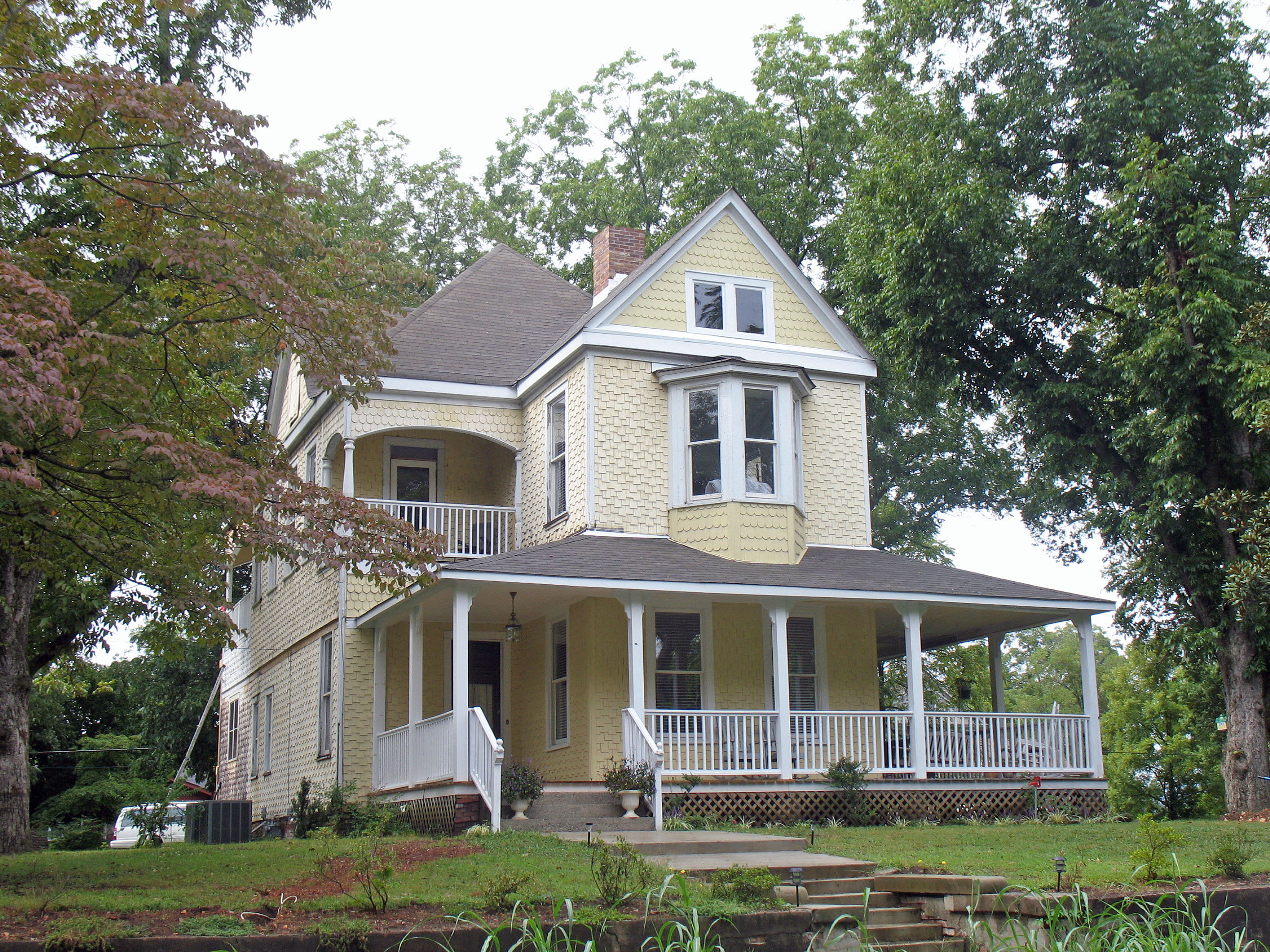
Im Bridgeport Historic District (2009)

Zwölf Bauwerke und Stätten im County sind im National Register of Historic Places (NRHP) eingetragen (Stand 2. April 2020), darunter der Bridgeport Historic District, die Gen. William Rosecrans Headquarters und das Russell Cave National Monument. Die Russellhöhle ist eine der bedeutendsten prähistorischen Fundstätten im Südosten der Vereinigten Staaten.

## Orte im Jackson County
- Allison
- Aspel
- Baileytown
- Bass
- Battery Hill
- Bellefonte
- Bellview
- Blackankle
- Bolivar
- Bowman Crossroads
- Bridgeport
- Browntown
- Bryant
- Cameronsville
- Card Switch
- Carns
- Cave Spring
- Cedar Grove
- Central
- Coopers Mill
- Crossroad
- Cumberland Junction
- Davistown
- Duncan Crossroads
- Dutton
- Edgefield
- Estillfork
- Eureka
- Fabius
- Fackler
- Fair View
- Flat Rock
- Floral Crest
- Francisco
- Garth
- Georgetown
- Gonce
- Hancock Crossroads
- Haynes Crossing
- Higdon
- Hodge
- Hollytree
- Hollywood
- Hytop
- Jericho
- Kyles
- Langston
- Larkin
- Larkinsville
- Letcher
- Liberty Hill
- Lim Rock
- Little Nashville
- Long Island
- Macedonia
- Martintown
- Maynard Cove
- Montague
- Morris Mill
- Mount Carmel
- New Hope
- New Town
- Old Fabius
- Paint Rock
- Pikeville
- Pinder Hill
- Pisgah
- Pleasant Groves
- Pleasant Hill
- Princeton
- Rash
- Rock City
- Rocky Springs
- Rosalie
- Scottsboro
- Section
- Shrader
- Skyline
- Stevenson
- Sulphur Springs
- Summer Bluff
- Swaim
- Trenton
- Tupelo
- Wannville
- Webb Addition
- Wininger
- Woodville